# Paamajärvi
Paamajärvi este o arie protejată (arie specială de conservare — SAC, sit de importanță comunitară — SCI, arie de protecție specială avifaunistică — SPA) din Finlanda întinsă pe o suprafață de 393 ha, integral pe uscat.

## Localizare
Centrul sitului Paamajärvi este situat la coordonatele 66°38′27″N 23°57′40″E / 66.6408°N 23.9611°E.

## Înființare
Situl Paamajärvi a fost declarat sit de importanță comunitară în august 1998 pentru a proteja 25 de specii de animale. Alte tipuri de protecție:
- arie de protecție specială avifaunistică (în august 1998)[2]
- arie specială de conservare (în aprilie 2015)[1][3][4]

## Biodiversitate
Situată în ecoregiunea boreală, aria protejată conține 1 habitat natural: Lacuri și iazuri distrofice naturale.
La baza desemnării sitului se află mai multe specii protejate de  păsări (25): minunița (Aegolius funereus), rață sulițar (Anas acuta), ciuf de câmp (Asio flammeus), rața moțată (Aythya fuligula), bătăuș (Calidris pugnax), erete vânăt (Circus cyaneus), gușă vânătă (Cyanecula svecica), lebădă de iarnă (Cygnus cygnus), șoimul rândunelelor (Falco subbuteo), cufundar polar (Gavia arctica), cufundar mic (Gavia stellata), cocor (Grus grus), Hydrocoloeus minutus, pescăruș râzător (Larus ridibundus), rață catifelată (Melanitta fusca), rață neagră (Melanitta nigra), Mergellus albellus, vultur pescar (Pandion haliaetus), notatița cu ciocul subțire (Phalaropus lobatus), Spatula clypeata, rață cârâitoare (Spatula querquedula), chiră de baltă (Sterna hirundo), Sterna paradisaea, fluierar negru (Tringa erythropus), fluierar de mlaștină (Tringa glareola).
Pe lângă speciile protejate, pe teritoriul sitului au mai fost identificate 3 specii de păsări.